# Tournée di Bob Dylan con Mark Knopfler del 2012
La tournée di Bob Dylan con Mark Knopfler del 2012, parte del Never Ending Tour del cantautore statunitense, ebbe luogo dal 5 ottobre 2012 al 21 novembre 2012. Di norma ogni spettacolo era aperto da Mark Knopfler e dalla sua band, seguiti in un secondo momento da Bob Dylan e dal suo gruppo; Knopfler inoltre duettava con Dylan in alcuni brani di quest'ultimo.

## Formazione
- Mark Knopfler – voce e chitarra
- Richard Bennett – chitarra
- Glenn Worf – basso e contrabbasso
- Guy Fletcher – tastiere e chitarra
- Jim Cox – tastiere
- Michael McGoldrick – flauto e uillean pipes
- John McCusker – fiddle e cittern
- Ian Thomas – batteria

## Concerti
| Data             | Impianto                     | Città                       | Paese       | Scaletta |
| ---------------- | ---------------------------- | --------------------------- | ----------- | -------- |
| America del Nord |                              |                             |             |          |
| 5 ottobre 2012   | MTS Centre                   | Winnipeg, Manitoba          | Canada      | 1        |
| 6 ottobre 2012   | Brandt Centre                | Regina, Saskatchewan        | Canada      | 2        |
| 8 ottobre 2012   | Credit Union Centre          | Saskatoon, Saskatchewan     | Canada      | 3        |
| 9 ottobre 2012   | Rexall                       | Edmonton, Alberta           | Canada      | 1        |
| 10 ottobre 2012  | Scotiabank Saddledome        | Calgary, Alberta            | Canada      | 4        |
| 12 ottobre 2012  | Rogers Arena                 | Vancouver, British Columbia | Canada      | 5        |
| 13 ottobre 2012  | KeyArena                     | Seattle, Washington         | Stati Uniti | 4        |
| 15 ottobre 2012  | Rose Garden Arena            | Portland, Oregon            | Stati Uniti | 6        |
| 17 ottobre 2012  | Bill Graham Civic Auditorium | San Francisco, California   | Stati Uniti | 6        |
| 18 ottobre 2012  | Bill Graham Civic Auditorium | San Francisco, California   | Stati Uniti | 7        |
| 19 ottobre 2012  | Greek Theatre                | Berkeley, California        | Stati Uniti | 6        |
| 20 ottobre 2012  | Power Balance Pavilion       | Sacramento, California      | Stati Uniti | 8        |
| 22 ottobre 2012  | Santa Barbara City Bowl      | Santa Barbara, California   | Stati Uniti | 9        |
| 24 ottobre 2012  | Valley View Casino Center    | San Diego, California       | Stati Uniti | 10       |
| 26 ottobre 2012  | Hollywood Bowl               | Los Angeles, California     | Stati Uniti | 10       |
| 27 ottobre 2012  | Madalay Bay Events Centre    | Las Vegas, Nevada           | Stati Uniti | 7        |
| 29 ottobre 2012  | 1st Bank Center              | Broomfield, Colorado        | Stati Uniti | 11       |
| 30 ottobre 2012  | 1st Bank Center              | Broomfield, Colorado        | Stati Uniti | 10       |
| 1º novembre 2012 | Verizon Theatre              | Grand Prairie, Texas        | Stati Uniti | 12       |
| 2 novembre 2012  | BOK Center                   | Tulsa, Oklahoma             | Stati Uniti | 11       |
| 3 novembre 2012  | CenturyLink Center           | Omaha, Nebraska             | Stati Uniti | 12       |
| 5 novembre 2012  | Alliant Energy Center        | Madison, Wisconsin          | Stati Uniti | 13       |
| 7 novembre 2012  | Xcel Energy Center           | St. Paul, Minnesota         | Stati Uniti | 12       |
| 8 novembre 2012  | BMO Harris Bradley Center    | Milwaukee, Wisconsin        | Stati Uniti | 13       |
| 9 novembre 2012  | United Center                | Chicago, Illinois           | Stati Uniti | 10       |
| 12 novembre 2012 | Van Andel Arena              | Grand Rapids, Michigan      | Stati Uniti | 12       |
| 13 novembre 2012 | Fox Theatre                  | Detroit, Michigan           | Stati Uniti | 7        |
| 14 novembre 2012 | Air Canada Centre            | Toronto, Ontario            | Canada      | 10       |
| 16 novembre 2012 | Bell Centre                  | Montreal, Quebec            | Canada      | 10       |
| 18 novembre 2012 | TD Banknorth Garden          | Boston, Massachusetts       | Stati Uniti | 10       |
| 19 novembre 2012 | Wells Fargo Center           | Philadelphia, Pennsylvania  | Stati Uniti | 10       |
| 20 novembre 2012 | Verizon Center               | Washington DC               | Stati Uniti | 10       |
| 21 novembre 2012 | Barclays Center              | Brooklyn, New York          | Stati Uniti | 13       |

## Scalette
- Scaletta 1: What It Is, Corned Beef City, Yon Two Crows, Privateering, Redbud Tree, I Used to Could, Song for Sonny Liston, Daddy's Gone to Knoxville, Hill Farmer's Blues, Haul Away, Miss You Blues, Marbletown, So Far Away
- Scaletta 2: What It Is, Cleaning My Gun, Sailing to Philadelphia, Privateering, Redbud Tree, I Used to Could, Song for Sonny Liston, Done with Bonaparte, I'm the Fool, Haul Away, Miss You Blues, Marbletown, So Far Away
- Scaletta 3: What It Is, Corned Beef City, Yon Two Crows, Privateering, Redbud Tree, I Used to Could, Haul Away, Song for Sonny Liston, Done with Bonaparte, Hill Farmer's Blues, Marbletown, So Far Away
- Scaletta 4: What It Is, Cleaning My Gun, Privateering, Yon Two Crows, I Used to Could, Song for Sonny Liston, Daddy's Gone to Knoxville, Hill Farmer's Blues, Miss You Blues, Marbletown, So Far Away
- Scaletta 5: What It Is, Corned Beef City, Privateering, Yon Two Crows, Redbud Tree, I Used to Could, Song for Sonny Liston, Done with Bonaparte, Hill Farmer's Blues, Haul Away, Marbletown, So Far Away
- Scaletta 6: What It Is, Corned Beef City, Privateering, Yon Two Crows, I Used to Could, Song for Sonny Liston, Done with Bonaparte, Hill Farmer's Blues, Haul Away, Marbletown, So Far Away
- Scaletta 7: What It Is, Corned Beef City, Privateering, Kingdom of Gold, I Used to Could, Song for Sonny Liston, Daddy's Gone to Knoxville, Hill Farmer's Blues, Haul Away, Marbletown, So Far Away
- Scaletta 8: What It Is, Corned Beef City, Privateering, Yon Two Crows, I Used to Could, Song for Sonny Liston, Done with Bonaparte, A Night in Summer Long Ago, Hill Farmer's Blues, Marbletown, So Far Away
- Scaletta 9: What It Is, Corned Beef City, Privateering, Yon Two Crows, I Used to Could, Song for Sonny Liston, Haul Away, Hill Farmer's Blues, Marbletown, So Far Away
- Scaletta 10: What It Is, Corned Beef City, Privateering, Kingdom of Gold, I Used to Could, Song for Sonny Liston, Done with Bonaparte, Hill Farmer's Blues, Haul Away, Marbletown, So Far Away
- Scaletta 11: What It Is, Corned Beef City, Privateering, Yon Two Crows, I Used to Could, Song for Sonny Liston, Done with Bonaparte, Hill Farmer's Blues, Brothers in Arms, Marbletown, So Far Away
- Scaletta 12: What It Is, Corned Beef City, Privateering, Kingdom of Gold, I Used to Could, Song for Sonny Liston, Done with Bonaparte, Hill Farmer's Blues, Brothers in Arms, Marbletown, So Far Away
- Scaletta 13: What It Is, Corned Beef City, Privateering, Kingdom of Gold, I Used to Could, Song for Sonny Liston, Done with Bonaparte, Hill Farmer's Blues, Marbletown, So Far Away